# Rainer Scheerschmidt
Rainer Scheerschmidt ist ein deutscher Politiker und Vorsitzender der Partei Volksinteressenbund Thüringen (VIBT). Er trat 2009 bei den Kommunalwahlen als Spitzenkandidat des VIBT im Kyffhäuserkreis an. Dort konnte er auch ein Mandat für den Kreistag gewinnen. Er unterstützt die Forderung nach einem Bedingungslosen Grundeinkommen. Scheerschmidt lebt in Sondershausen.